# Boris Rytsarev
Boris Vladimirovich Rytsarev (Борис Владимирович Ры́царев), né à Moscou (alors en Union soviétique) le 30 juin 1930 et mort dans cette ville le 25 novembre 1995, est un réalisateur et scénariste soviétique et russe.

## Biographie
En 1950-1952, Boris Rytsarev étudie au département de théâtre de l'École supérieure d'art dramatique Mikhaïl-Chtchepkine. En 1958, il est diplômé du département de mise en scène de l'Institut national de la cinématographie (atelier de Sergueï Ioutkevitch). Son premier film est La jeunesse de nos pères adapté du roman de Alexandre Fadeïev La Défaite.
Le cinéaste est enterré au cimetière Miousskoïe du district Marina Rochtcha de Moscou.

### Formation
- Institut national de la cinématographie

## Filmographie partielle

### Comme réalisateur
- 1958 : La Jeunesse de nos pères (ru) (Юность наших отцов) co-réalisé avec Mikhaïl Kalik
- 1958 : Ataman Kodr (Атаман Кодр) co-réalisé avec Mikhaïl Kalik
- 1961 : Plus haut que le ciel (Выше неба, Vyche neba)
- 1963 : Quarante minutes avant l'aube (Сорок минут до рассвета, Sorok minut do rassveta)
- 1964 : Valera (Валера)
- 1966 : Aladin ou la Lampe merveilleuse (Волшебная лампа Аладдина, Volchebnaïa lampa Aladdina)
- 1969 : La Magie heureuse (Весёлое волшебство, Vesyoloye volshebstvo)
- 1972 : Les Petits Feux (Огоньки, Ogonki)
- 1974 : Im Königreich der Zauberspiegel
- 1976 : La Princesse au petit pois (Принцесса на горошине, Printsessa na gorochine)
- 1976 : Ivan et Maria (Иван да Марья, Ivan da Mariya)
- 1979 : Emmène-moi avec toi (Возьми меня с собой, Vozmi menya s soboy)
- 1979 : Le Cadeau du sorcier noir (Подарок чёрного колдуна, Podarok chyornogo koldouna)
- 1981 : Une petite-fille de glace (Ледяная внучка, Ledyanaya vnuchka)
- 1986 : L'Apprenti médecin (Ученик лекаря, Uchenik lekaria)
- 1987 : Assis sur le perron en or (На златом крыльце сидели, Na zlatom kryltse sideli)
- 1988 : Un nom (Имя, Imya)
- 1992 : Emelia et la Belle Hélène (Емеля-дурак и Елена Прекрасная, Emelya-durak) (TV)

## Récompenses et distinctions
- Membre de l'Union des cinéastes d'Union soviétique (ru)
- Artiste honoré de la fédération de Russie (ru)